# Heterohyus
Heterohyus is een uitgestorven zoogdier uit de familie Apatemyidae van de Apatotheria. Dit dier was een boombewonende insectivoor die tijdens het Eoceen in Europa voorkwam.
Heterohyus is met name bekend van een goed bewaard gebleven fossiel skelet uit de Messelgroeve in Duitsland. Dit dier had het formaat van een relmuis met een lichaamslengte van dertien centimeter en een staart van zestien centimeter lang. Heterohyus had mobiele enkelgewrichten, waardoor het met de kop naar beneden kon afdalen uit bomen.